# 牧野正藏
牧野正藏（日语：／ Makino Shōzō，1915年5月15日—1987年2月12日），日本男子游泳运动员，主攻中长距离自由泳。他曾代表日本参加1932年和1936年夏季奥林匹克运动会游泳比赛，获得一枚银牌和一枚铜牌。